# 中国本土・香港経済連携緊密化取決め
中国本土・香港経済連携緊密化取決め（ちゅうごくほんど・ホンコンけいざいれんけいきんみつかとりきめ、繁体字: 內地與香港關於建立更緊密經貿關係的安排; 簡体字: 内地与香港关于建立更紧密经贸关系的安排 英語: Mainland and Hong Kong Closer Economic Partnership Arrangement; 略称: CEPA）は、中華人民共和国の中央政府と香港特別行政区政府との間で締結された自由貿易協定 (FTA) である。香港原産製品が中国本土へ輸入される際の輸入関税が免除されるほか、香港のサービス業者、小売業者に対して優先的に中国本土の市場参入を認める内容となっている。
同様の協定は中国とマカオの間でも締結されている (中国本土・マカオ経済連携緊密化取決め)。

## 協定内容と経緯
CEPAは、関税および貿易に関する一般協定 (GATT) 24条およびサービスの貿易に関する一般協定 (GATS) 5条に基づくFTAとしてWTOに通報されている。物品貿易、サービス貿易、投資の他、中国本土住民の香港（個人）旅行（「個人遊」もしくは「自由行」）の解禁など、CEPAが対象とする分野は幅広い。香港は自由貿易政策を採っており、物品貿易において譲許がないのは自然である。だが、香港域内の参入規制が残っているサービス分野でも香港側の譲許は全くない。そのため、CEPAは中国本土側の一方的な譲許のみで成り立っている。

### CEPA I
2003年6月29日に中国中央政府と香港特別行政区政府の間でCEPAの本文が締結された。続いてCEPAの細則を規定した6件の付属文書が同年9月29日に合意され、2004年1月1日に施行された。この第一段階のCEPAは通称CEPA Iと呼ばれ、374品目の香港製品が中国本土への輸入関税免除の対象となった。また、サービス業では特定の業種において、香港で事業実績のある企業に対し、中国本土への参入を認めた。CEPA Iで参入が認められたのは、経営コンサルティング、会議・展覧、広告、会計、建設・不動産、医療・歯科、流通、物流、貨物運送代理、倉庫業、運輸、観光、音響・映像（AV）、法務、銀行、証券、保険、付加価値通信サービスの計18業種である
。

### CEPA II
CEPAの第二段階となる補足協定 (通称CEPA II) が2004年10月27日、中国、香港間で締結され、2005年1月1日、施行された。CEPA IIでは、新たに713品目の香港製品が中国本土への輸入関税免除の対象となり、サービス業では新たに空港サービス、文化・娯楽、情報技術、職業紹介、職業仲介、弁理士、商標登録サービス、専門職資格試験の8業種が市場開放の対象となった。また、CEPA Iで開放されたサービス業18業種のうち11業種についても更なる規制緩和が実現した。

### CEPA III
2005年10月18日、CEPAの第三段階 (通称CEPA III)が締結され、2006年1月1日、施行された。CEPA IIでも尚残っていた一部香港製品がリストに加えられ、CEPA IIIによって禁止品目を除く全香港製品が名目上は中国本土への輸入関税免除の対象となった。
サービス業では、会計、音声・映像（AV）、流通、銀行業務、証券、観光、運輸、個人所有店の10業種の23件につき自由化が措置が盛り込まれた。中でも、音声・映像（AV）、輸送、流通の業種においては、香港企業に対し、WTOにおける規定を超える自由化を保障している。

### CEPA IV
2006年6月27日締結。2007年1月1日施行。CEPA IIIの時点で全香港製品が輸入関税免除の対象となったものの、実際にはCEPAの原産地規則が定められていない品目については、関税が課せられている。CEPA IVでは新たに37品目の製品につき原産地規則を定め、従来4～21%の関税が課せられていたこれらの品目の輸入関税免除を実現した。
またサービス業においては10業種の15件につき自由化を盛り込み、香港居住の個人事業者に対しても5つの事業分野をあらたに市場開放している。

### CEPA V
2007年6月29日締結。2008年1月1日施行予定。新たに17品目がCEPA原産地規則の適用品目となり、計1,465品目の輸入関税を免除する。サービス業では、あらたに40件の自由化措置が実施される。

### サービス貿易協定
2015年11月25日締結。2016年6月1日に施行。

## 問題点
物品貿易については、CEPA IIIまでで、名目上は全品目の輸入関税免除を認めたこととなっているが、実際には原産地規則が定められていない品目がある。これらは企業の申請に基づいて半年毎に原産地規則を制定される予定であったが、実際はCEPA IV以降の(第3次)補充協定に盛りこむ形で制定されている。ただし、制定までに半年から1年あるいはそれ以上の時間がかかる。また事後的な制定であるため公平かどうかという問題も残る。しかし、中国・香港政府は、現段階での貿易のほとんどをカバーしており、現状でもWTOとの整合性に問題はないとしている。
サービス分野や投資に関しては、日本が東南アジア諸国と締結した経済連携協定 (EPA) と比較しても開放分野や程度が低い。また、中国本土の未整備な法制度や地方政府などの障害も多い。そのため、法務部門を持ち、障害に対応できる大企業（流通・物流など）では恩恵を受けている例もある。しかし、当初香港で喧伝された中小企業や個人事業主の営業、専門職の就労や開業については、必ずしも期待通りの成果が出ていないとの批判もある。
むしろ、香港経済への効果が顕著だったのは、中国本土住民の香港（個人）旅行であったと言われる。特に恩恵を受けたのは旅行会社、ホテル、小売などである。また、小売店が彼らから人民元での支払いを受け付けるようになり、香港域内での人民元の流通増加の一要因にもなっている。

## 名称および訳語の問題
日本語の報道機関では「経済貿易緊密化協定」と訳されている。これは香港特別行政区政府 駐東京経済貿易代表部など香港政府の出先機関が翻訳したものである。しかし、CEPAのAは“arrangement”である。これに対応する訳語は「取極」であり、協定(agreement)ではない。そのため、日本の官庁や専門家には、「取極」の簡易表現である「取決め」を用いている場合も少なくない。
訳例としては、「経済連携緊密化取(り)決め」（外務省や駐香港総領事館、経済産業省）や「経済(貿易)緊密化取決め」(経産省、香港政治研究者)、「さらなる緊密な経済貿易協力の取り決め」などがある。
CEPAの正文は中国語である。中国語の原文名称を忠実に訳せば、CEPAの名称は「更に緊密な経済貿易関係の樹立に関する取極」である。協定は中国語でも「協定」である。しかし、CEPAにはあえて「協定」という名称を避け、「按排」（取極もしくは取決め）とした。「按排」と「協定」の二つの中国語の間は、異なるニュアンスがある。中国政府はFTAを主権国家間で締結されるものとWTOやGATT規定を異なる主張をしているため、中国語では「協定」の呼称を避け、当初は「FTA類似処置」と呼ばれていた。これは、台湾がFTAを国際社会での活動範囲を広げる政治的な手段に利用するのではないかと、中国政府は懸念し、台湾と第三国のFTAに反対しているという事情がある。香港にFTA締結を認めれば、台湾のFTA締結権能を否定できなくなるからであるとの論説がある。ただし、CEPAについてWTOに地域貿易協定の通報がされていること、香港が2011年以降、ニュージーランド、チリ、ＥＦＴＡ等とFree Trade agreemen を名称に含むＦＴＡを締結しておりこの見解が現在でも妥当であるかは疑問である。